# Tratado de Pekín (1906)
La Convención entre Gran Bretaña y China sobre el Tíbet o Tratado de Pekín fue un tratado firmado entre la dinastía Qing y el Imperio Británico en 1906, que reafirmó la posesión china sobre el Tíbet después de la expedición británica al Tíbet en 1903-1904. Los británicos acordaron no anexarse ni interferir en el Tíbet a cambio de una indemnización del gobierno chino, mientras que China se comprometió a "no permitir que ningún otro estado extranjero interfiera con el territorio o la administración interna del Tíbet".
Esta Convención sucedió al Tratado de Lhasa firmado entre el Tíbet y el Imperio Británico en 1904.